# Верхнее Рюжи
Верхнее Рюжи — пресноводное озеро на территории Амбарнского сельского поселения Лоухского района Республики Карелии.

## Общие сведения
Площадь озера — 1,5 км². Располагается на высоте 72,8 метров над уровнем моря.
Форма озера лопастная, продолговатая: оно более чем на два километра вытянуто с юго-запада на северо-восток. Берега изрезанные, каменисто-песчаные, местами заболоченные.
Через озеро течёт безымянный водоток, который протекает ниже через озеро Нижнее Рюжи и впадает в Энгозеро, воды из которого через реки Калгу и Воньгу попадают в Белое море.
В озере около десятка безымянных островов различной площади, однако их количество может варьироваться в зависимости от уровня воды.
К юго-западу от озера проходит линия железной дороги Санкт-Петербург — Мурманск. К востоку — автодорога местного значения 86К-5 («Р-21 „Кола“ — Энгозеро — Гридино»).
Населённые пункты вблизи водоёма отсутствуют.
Код объекта в государственном водном реестре — 02020000711102000003313.